# (1449) Virtanen
(1449) Virtanen (asteroide n.º 1449 según el MPC) es un asteroide perteneciente al cinturón de asteroides que orbita entre Marte y Júpiter. Posee un periodo orbital de 1210,0044377 días (3,31 años) y una magnitud aparente de 12,4. Su nombre hace referencia a Artturi Ilmari Virtanen, famoso bioquímico finlandés, ganador del premio Nobel de química en 1945.
Fue descubierto el 20 de febrero de 1938 por Yrjö Väisälä desde el Observatorio de Iso-Heikkilä en Turku, Finlandia.